# Great Belize Television
Great Belize Television nota come "Channel 5" è un'emittente televisiva nazionale del Belize.
Great Belize Television è lanciata il 9 dicembre 1991 ed è posseduta dalla Great Belize productions.

## Principali programmi
- Morning signon
- Open Your Eyes
- CNN Headline News
- Univision
- Wheel of Fortune
- Jeopardy
- News 5
- The Young and the Restless
- Caribbean Newsline
- ABC World News
- Noticiero Univision
- National Geographic
- 60 minutes
- Sabado Gigante